# Christophe Colomb (Lemercier)
Pour les articles homonymes, voir Christophe Colomb (homonymie).
Christophe Colomb est une comédie historique en 3 actes et en vers de Népomucène Lemercier, représentée au Théâtre de S. M. l'Impératrice et Reine le 7 mars 1809.
L'auteur n'hésite pas à faire se dérouler sur un bateau sa pièce, annoncée comme une « comédie shakespearienne », et à montrer si peu de respect pour les règles de la dramaturgie classique que la seconde représentation tourne à l'émeute. Un spectateur est tué et la police est requise pour maintenir le calme lors des représentations suivantes.